# Chi Phá cố chỉ
Phá cố chỉ (danh pháp: Cullen) là một chi thực vật thuộc họ Đậu, bản địa của các vùng khí hậu khô, nhiệt đới và cận nhiệt đới châu Phi, châu Á và Úc. Riêng loài Cullen americanum, mặc dù có tên như vậy nhưng không phải bản địa của châu Mỹ.
Cullen trước đây được xếp vào cùng liên minh với Psoralea.

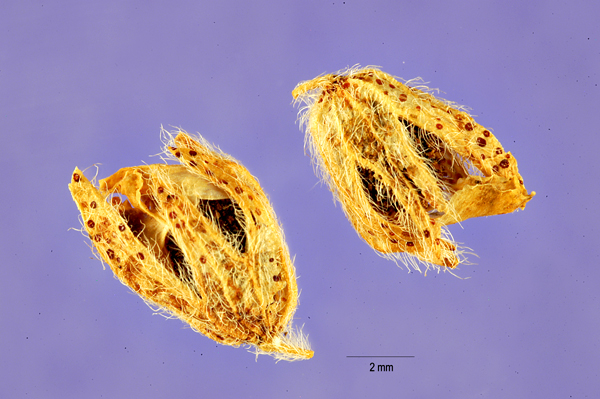
Quả Cullen americana

## Hình ảnh

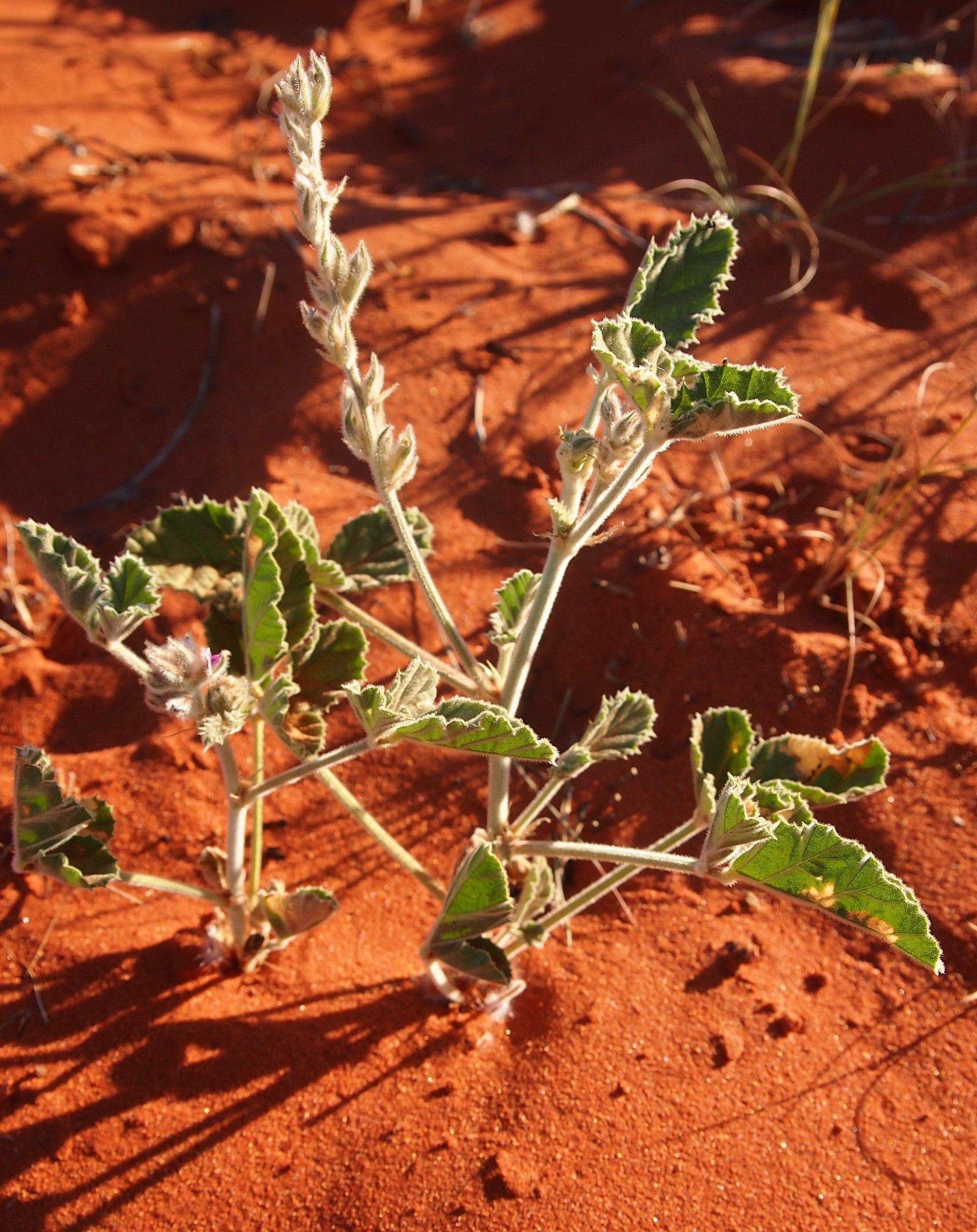
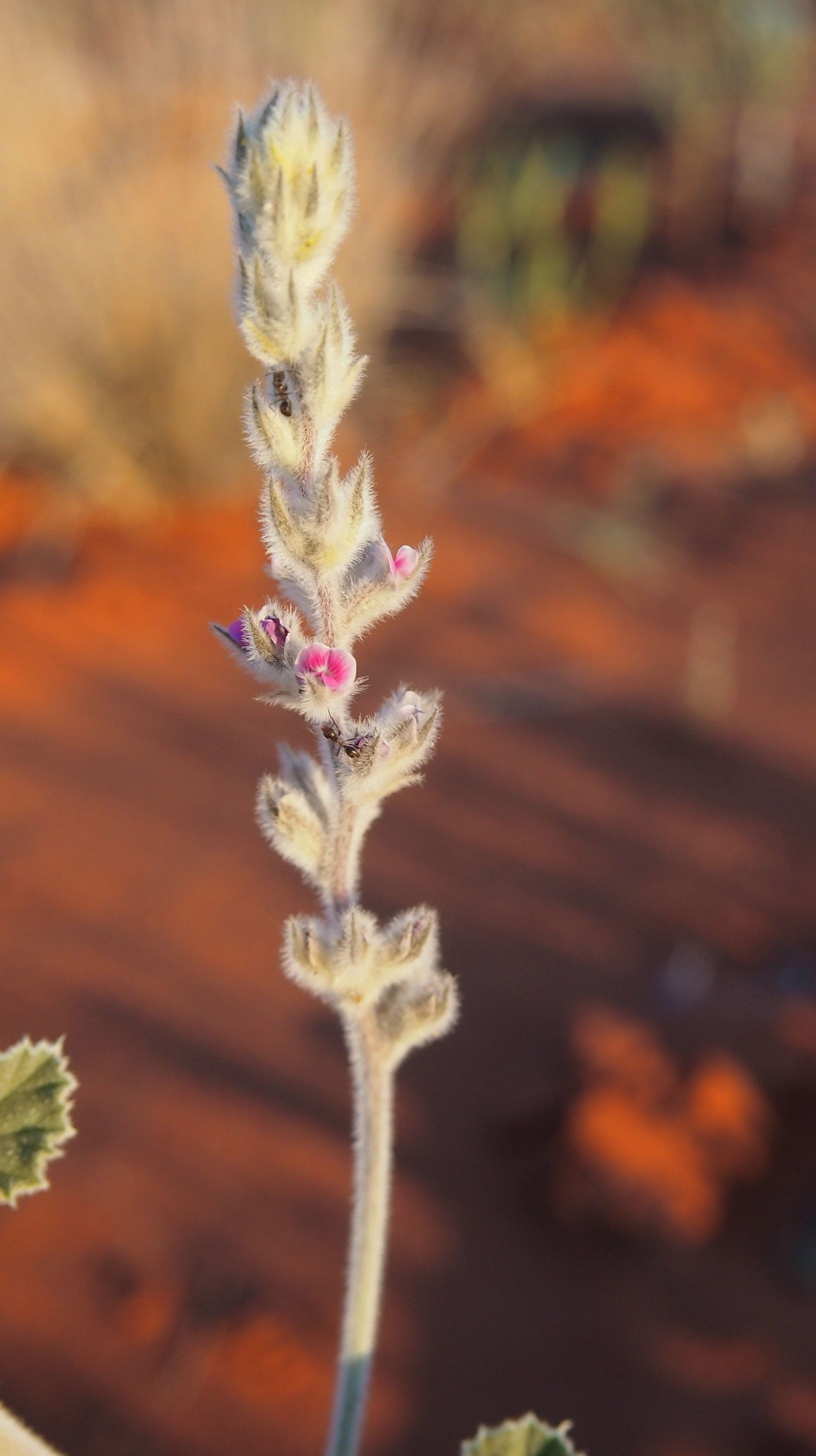